# Liste der denkmalgeschützten Objekte in Klagenfurt am Wörthersee-Welzenegg
Die Liste der denkmalgeschützten Objekte in Klagenfurt am Wörthersee-Welzenegg enthält die denkmalgeschützten, unbeweglichen Objekte der Katastralgemeinde Welzenegg der österreichischen Gemeinde Klagenfurt am Wörthersee.

## Denkmäler
| Foto |                 | Denkmal                                                                         | Standort                                          | Beschreibung | Metadaten |
| ---- | --------------- | ------------------------------------------------------------------------------- | ------------------------------------------------- | --- | --- |
| ja   | Datei hochladen | Kath. Pfarrkirche, Herz-Jesu-Kirche, Welzenegg HERIS-ID: 54071 Objekt-ID: 62197 | Afritschstraße 76 Standort KG: Welzenegg          | Aus einer Notkirche von 1952 entstand die Herz-Jesu-Kirche im Bau eines Pfarrzentrums nach Plänen von Anton Zeman 1973. Umbau 1989–93 von Felix Orsini-Rosenberg und Franz Freytag. Offener, großzügiger Raum mit reziproker Innen- und Außenbeziehung. Glockenturm als Orientierungszeichen über vier Ständern, verbrettertes Schallgeschoß. Werktagskapelle im gleichen Konzept umgestaltet. Innenausstattung als Teil des Gesamtprogrammes einheitlich gestaltet. | BDA-Hist.: Q38059564 Status: § 2a Stand der BDA-Liste: 2025-06-30 Name: Kath. Pfarrkirche, Herz-Jesu-Kirche, Welzenegg GstNr.: 435/14 Pfarrkirche Herz Jesu Klagenfurt-Welzenegg |
| ja   | Datei hochladen | Kath. Pfarrkirche St. Theresia HERIS-ID: 54074 Objekt-ID: 62203                 | Auer-von-Welsbach-Straße Standort KG: Welzenegg   | Die ehemalige Kirche Sankt Theresia auf der Heide wurde 1931 als Notkirche erbaut. 1967 erfolgte der Neubau nach Plänen von Adolf Bucher, die Weihe 1968. Es ist ein von Nord nach Süd orientierter, nach Süden sich verbreiternder Bau mit gestuftem Satteldach und erhöhter zeltartiger Apsis (Schutzmantelsymbol), an den schrägen Außenwänden befinden sich architektonisch markant geformte Widerlager. Der freistehende Glockenturm ist in Sichtbeton ausgeführt, im Glockenbereich gibt es Eternitlamellen. Das Kircheninnere ist mit einem großen Hängekreuz (das und die übrige künstlerische Ausstattung von Werner Lössl 1969) und Glasgemälden von Giselbert Hoke ausgestattet.                                                             | BDA-Hist.: Q38059588 Status: § 2a Stand der BDA-Liste: 2025-06-30 Name: Kath. Pfarrkirche St. Theresia GstNr.: 29/2 Pfarrkirche Klagenfurt-St. Theresia                          |
| ja   | Datei hochladen | Kath. Filialkirche hl. Ulrich HERIS-ID: 103289 Objekt-ID: 119763                | Gottscheer Straße 1 Standort KG: Welzenegg        | 1459 zur Propstei Maria Saal gehörig, später Filiale von St. Georgen am Sandhof. Seit 1963 Gottscheer Gedächtnisstätte. Restaurierung 1964–68. Außenrestaurierung 1998. Der im Kern gotische Bau über kreuzförmigem Grundriss in barocker Zeit und im 19. Jahrhundert erneuert. Westlicher Vorhallenturm mit Spitzhelm in neoromanischer Gestaltung aus dem 19. Jahrhundert. Barocke rondbogige Fenster; seitlich vorspringende Kapellen und schmaler kurzer Chor mit 5/8-Schluss, daran nördlicher Sakristeianbau. An der äußeren SO-Seite der Kirche Familiengruft Baron von Keiserstein mit Bronzeritter von Hanns Gasser (bez. HG) um 1860; daneben Bronzerelief-Epitaph für Freiherrn von Westerholtz (gestorben 1918), bez. Johanna Meier-Michel. | BDA-Hist.: Q37796465 Status: § 2a Stand der BDA-Liste: 2025-06-30 Name: Kath. Filialkirche hl. Ulrich GstNr.: .616 Filialkirche hl. Ulrich, Krastowitz                           |
| ja   | Datei hochladen | Schloss Pichlern HERIS-ID: 59540 Objekt-ID: 70901                               | Josef-Sablatnig-Straße 269 Standort KG: Welzenegg | Das barocke Stöckl wurde in den Jahren 1852 bis 1854 zu einem historistischen Schloss umgebaut, wobei an jeder Seite je eine Fensterachse hinzugefügt sowie ein Turm angebaut wurden. | BDA-Hist.: Q15127779 Status: Bescheid Stand der BDA-Liste: 2025-06-30 Name: Schloss Pichlern GstNr.: .615                                                                        |
| ja   | Datei hochladen | Schloss Krastowitz HERIS-ID: 54047 Objekt-ID: 62173                             | Krastowitz 1, 3 Standort KG: Welzenegg            | Das Schloss wurde im 18. Jahrhundert errichtet. | BDA-Hist.: Q2241925 Status: § 2a Stand der BDA-Liste: 2025-06-30 Name: Schloss Krastowitz GstNr.: 671/2 Schloss Krastowitz                                                       |
| ja   | Datei hochladen | Schloss Welzenegg HERIS-ID: 35774 Objekt-ID: 34573                              | Victor-Welzer-Platz 1 Standort KG: Welzenegg      | Das dreigeschoßige Renaissance-Schloss wurde im 16. Jahrhundert errichtet und von Wolfgang Andreas Rosenberg barock ausgestaltet. | BDA-Hist.: Q2244072 Status: Bescheid Stand der BDA-Liste: 2025-06-30 Name: Schloss Welzenegg GstNr.: .760 Schloss Welzenegg                                                      |